# Ritratto di Pierre-François Bernier
Il Ritratto di Pierre-François Bernier (Portrait de Pierre-François Bernier) è un quadro dipinto nel 1800 da Jean-Auguste-Dominique Ingres che fa parte delle collezioni della Memorial Art Gallery dell'università di Rochester.

## Descrizione
Il quadro ritrae l'astronomo Pierre-François Bernier, un roccellese che aveva conosciuto il pittore a Montauban, città natale di quest'ultimo. L'opera venne dipinta a Parigi quando i due si trovavano nello studio di Jacques-Louis David, anche se ciò non è del tutto sicuro per Bernier. Questo ritratto mostra l'influenza di David nella pittura degli inizi di Ingres.